# Diachasma rasilis
Diachasma rasilis är en stekelart som beskrevs av Zaykov 1983. Diachasma rasilis ingår i släktet Diachasma och familjen bracksteklar. Inga underarter finns listade i Catalogue of Life.